# Глобачев, Николай Иванович
Николай Иванович Глобачёв (28 марта 1869, Екатеринослав — 20 апреля 1947, Темниковский лагерь, Мордовская АССР) — генерал-майор русской армии, участник Русско-японской войны, Первой мировой войны и Белого движения, военный и общественный деятель русской эмиграции, председатель Германского отдела РОВС, председатель «Союза русских увечных воинов» в Берлине, управляющий делами Свято-Князь-Владимирского братства. Брат полковника В. И. Глобачёва и генерал-майора К. И. Глобачёва.

## Биография

### Военная деятельность
Н. И. Глобачев получил образование в Полоцком кадетском корпусе и в 1-м военном Павловском училище. В военную службу вступил в 1887 году. Из училища 10 августа 1889 года был выпущен подпоручиком. Состоял в Кексгольмском гренадерском (позже лейб-гвардейском Кексгольмском) полку. 9 августа 1892 года стал поручиком, 6 декабря 1894 года поручиком гвардии. В 1895 году окончил Николаевскую академию генерального штаба по 1-му разряду. С 20 мая 1895 года был капитаном генштаба, состоял при штабе Варшавского военного округа. Цензовое командование ротой отбывал в лейб-гвардейском Резервном пехотном полку (1898—1899). 6 декабря 1900 года был произведён в подполковники. В 1903 году командовал батальоном 49-го пехотного Брестского полка.
Участвовал в Русско-японской войне 1904—1905 годов. Был начальником штаба 54-й пехотной резервной бригады. 6 декабря 1904 года стал полковником, служил командиром 6-го Енисейского резервного батальона. В 1905—1910 годы состоял в 145-м пехотном Новочеркасском полку. С 11 июля 1910 — командир 6-го пехотного Либавского полка. В этой должности он в Первую мировую войну в 1914 году участвовал в Восточно-Прусской операции. После этого, за то, что смог выбраться из германского окружения центральных корпусов 2-й армии, получил звание генерал-майора (1914). В 1915 году был начальником штаба крепости Новогеоргиевск. После падения крепости попал в германский плен. В 1918 году организовал пополнение Добровольческой армии и Вооруженных сил Юга России (ВСЮР) из рядов русских военнопленных. Представлял русское правительство генерала П. Н. Врангеля в Польше.

### Деятельность в эмиграции
С начала 1920-х годов Н. И. Глобачёв жил в Берлине. В 1921 году он участвовал в сооружении на территории русского кладбища в Берлине-Тегеле барачного общежития для русских воинов-инвалидов (сгоревшего при боях за Берлин в 1945 году). В 1928—1945 годы был председателем «Союза русских увечных воинов» в Германии, в 1935—1945 годы был начальником отдела Русского обще-воинского союза (РОВС) в Германии, в 1936—1945 годы был Управляющим делами церковного благотворительного Свято-Князь-Владимирского братства (номинальной председательницей которого в это время была княжна Вера Константиновна).

### Арест и заключение
При приближении Красной армии к Берлину в 1945 году Н. И. Глобачёв отказался бежать на запад, оставаясь в городе, чтобы защищать интересы доверенных ему организаций. 13 июня 1945 года в Берлине был арестован органами НКВД и по постановлению Особого Совещания при НКВД СССР от 20 октября 1945 года за принадлежность к РОВС был приговорён к заключению в исправительно-трудовой лагерь на 10 лет. Содержался в Темниковском лагере в Мордовской АССР, где 20 апреля 1947 года скончался. Заключением Генеральной прокуратуры Российской Федерации от 9 июня 1992 года Н. И. Глобачёв был реабилитирован, как невинно осуждённый.

## Награды
- Орден св. Станислава 3-й ст. (1899)
- Орден св. Анны 3-й ст. (1902)
- Орден св. Станислава 2-й ст. с мечами (1907)
- Орден св. Анны 2-й ст. (1908)
- Орден св. Владимира 4-й ст. (1912)
- Орден св. Владимира 3-й ст. (1914)